# Афанасьєв Євген Володимирович
Євген Володимирович Афанасьєв (рос. Евгений Владимирович Афанасьев; нар. 25 травня 1947, Ростов-на-Дону) — радянський і російський дипломат. Надзвичайний і повноважний посол (1997). Заслужений працівник дипломатичної служби Російської Федерації (2016).

## Життєпис
У 1970 році закінчив МДІМВ МЗС СРСР і з того ж року працював по лінії МЗС СРСР. Володіє китайською, англійською та французькою мовами.
У 1970—1975 роках — аташе посольства СРСР у Китаї.
У 1975—1976 роках — аташе Першого далекосхідного відділу МЗС СРСР.
У 1976—1984 роках — третій секретар, другий секретар, перший секретар посольства СРСР у США.
У 1985—1987 роках — головний помічник заступника міністра закордонних справ СРСР, який курує відносини з країнами Азійсько-Тихоокеанського регіону.
У 1987 році — радник Секретаріату міністра закордонних справ СРСР.
У 1987—1992 роках — радник посольства СРСР, потім (з 1991) Росії у США.
У 1992—1994 роках — перший заступник начальника Першого управління Азійсько-Тихоокеанського регіону МЗС Росії.
У 1994—1997 роках — директор Першого департаменту Азії МЗС Росії.
З 3 червня 1997 року до 25 грудня 2001 року був надзвичайним і повноважним послом Російської Федерації в Південній Кореї.
У 2001—2004 роках — директор Першого департаменту Азії МЗС Росії.
З 9 листопада 2004 року до 3 лютого 2010 року був надзвичайним і повноважним послом Російської Федерації в Таїланді та за сумісництвом Постійним представником при Економічній і соціальній комісії ООН для Азії та Тихого океану (ЕСКАТО) в Бангкоку.
У 2010—2012 роках — директор Департаменту кадрів МЗС Росії.
З 20 лютого 2012 до 29 січня 2018 року — надзвичайний і повноважний посол Російської Федерації в Японії.

## Сім'я
Одружений, має сина та трьох доньок.

## Дипломатичний ранг
- Надзвичайний і повноважний посланник 2 класу (2 червня 1993)[8]
- Надзвичайний і повноважний посланник 1 класу (19 січня 1995)[9]
- Надзвичайний і повноважний посол (3 червня 1997)[10]

## Нагороди
- Орден Дружби (4 березня 1998 року) — за великий внесок у проведення зовнішньополітичного курсу Росії та багаторічну сумлінну роботу[11].
- Заслужений працівник дипломатичної служби Російської Федерації (26 жовтня 2016 року) — за великий внесок у реалізацію зовнішньополітичного курсу Російської Федерації та багаторічну сумлінну роботу[12].
- Відзнака «За бездоганну службу» XXX років (13 листопада 2005 року) — За заслуги в реалізації зовнішньополітичного курсу Російської Федерації та багаторічну плідну роботу[13].
- Подяка Президента Російської Федерації (10 серпня 2007) — За великий внесок у реалізацію зовнішньополітичного курсу Росії та забезпечення російських інтересів у Південно-Східній Азії[14].
- Орден святого благовірного князя Данила Московського III ступеня (19 грудня 2009)[15].